# Édouard Broquet
Édouard Armand Broquet, ook genaamd Broquet-Goblet (Ligne, 28 maart 1800 - Doornik, 31 januari 1884), was een Belgisch advocaat en volksvertegenwoordiger.

## Levensloop
Broquet was de zoon van de landbouwer Antoine Broquet en van Marie-Catherine Lemaire. Hij trouwde met Michèle Goblet en werd hierdoor de zwager van Albert Goblet d'Alviella en de oom van Louis Goblet d'Alviella.
Als doctor in de rechten van de Rijksuniversiteit Gent (1822) werd hij advocaat aan de Balie van Doornik. In 1830 trad hij toe tot de magistratuur: rechter (1830-1838), ondervoorzitter (1838-1867) en voorzitter (1867-1870) van de rechtbank van eerste aanleg in Doornik.
In 1847 werd hij verkozen tot liberaal volksvertegenwoordiger voor het arrondissement Doornik. De nieuwe wet op de onverenigbaarheden maakte dat hij er al na precies een jaar mee ophield.
In 1875 was hij bestuurder van de Carrières et Fours à Chaux de Chercq-lez-Tournai.
Hij vervulde heel wat functies bij instellingen die tot de overheid behoorden:
- lid (1842-1874) en voorzitter (1875-1884) van de Burgerlijke Godshuizen van Doornik,
- bestuurder van het ziekenhuis in Froidmont (1845-1852),
- bestuurder van de psychiatrische inrichting van Froidmont (1869-1884),
- lid van het inspectiecomité van de psychiatrische inrichtingen in het arrondissement Doornik (1874-1884);
- secretaris van het ziekenhuis in Ligne (1875-1884),
- voorzitter van de École des Arts et Métiers in Doornik.